# Chiesa di Santa Croce (Brescia)

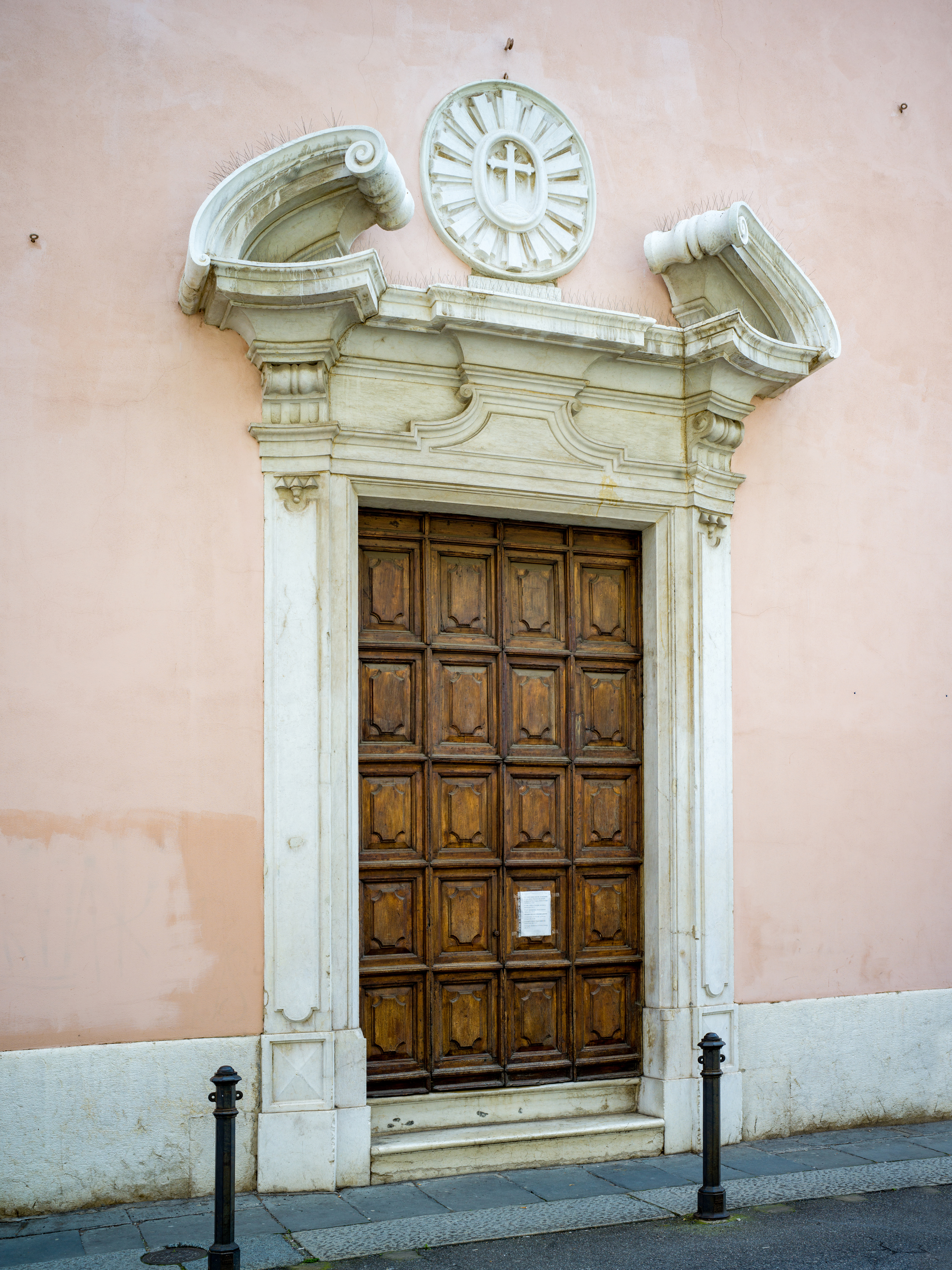
Il portale della chiesa su via Moretto

La chiesa di Santa Croce è una chiesa di Brescia, situata lungo via Moretto, poco più ad est del crocevia con l'omonima contrada di Santa Croce. Fondata alla fine del Quattrocento e completamente ricostruita tra il Seicento ed il Settecento, ospitava numerose e importanti opere pittoriche, tra le quali una tela di Girolamo Savoldo, oggi distrutta. Soppressa nel 1797 dal governo napoleonico, l'edificio viene abbandonato fino all'insediamento dei Salesiani nel 1818. Oggi, la chiesa ed il monastero attiguo sono gestiti dalle Ancelle della Carità, che utilizzano la chiesa solamente in occasione di importanti cerimonie.

## Storia
La fondazione della chiesa e del convento di Santa Croce risale al 1471 per volere di gruppo di monache Agostiniane provenienti da Verona. Il complesso, comunque, viene edificato su un terreno dove era già presente una chiesetta ed edifici annessi appartenuti alla congregazione cluniacense che aveva un piccolo monastero a Verziano, a sud della città. Gli ambienti vengono ampliati per ospitare la numerosa comunità di suore e il cantiere della nuova chiesa inizia nel 1488 per concludersi esattamente cento anni dopo.
Nel 1479 Papa Sisto IV aggrega il convento di Santa Croce al monastero agostiniano attorno alla chiesa di San Barnaba: il fatto provoca una crisi fra le monache, tanto che alcune lasciano il monastero per fondare due nuove comunità, una nella chiesa di Santa Maria degli Angeli in città e una a Carpenedolo, in provincia. L'anno successivo, il complesso passa alle dipendenze della diocesi di Brescia, che invia in sua gestione la beata Laura Mignani, importante personaggio per la vita religiosa, spirituale e culturale bresciana: la sua presenza a Santa Croce conferisce grande prestigio al convento, che conosce prosperità anche nel secolo successivo.
Tra il Seicento e il Settecento la chiesa viene interamente ricostruita, raggiungendo l'aspetto attuale. Nel 1797, però, il monastero viene soppresso e la chiesa spogliata di tutte le importanti opere custodite.
Nel 1818 il monastero passa sotto la gestione dei Salesiani e riconvertito a collegio femminile. La chiesa, nell'occasione, muta intitolazione diventando "Santa Maria della Visitazione". Nel 1965 il complesso passa alle Ancelle della Carità e l'utilizzo della chiesa si riduce alle cerimonie di culto più importanti: tale situazione permane ancora oggi. Tutti gli affreschi della chiesa e dei locali adiacenti sono stati sottoposti a restauro tra il 1965 e il 1970.

## Descrizione

### Architettura
La facciata della chiesa, unica parte esterna visibile dalla pubblica via, risale al Settecento ed è molto semplice, decorata da lesene di ordine tuscanico suddivise su due ordini e reggenti come coronamento un frontone triangolare. Spicca notevolmente, sul prospetto piatto e modesto, il grande portale marmoreo, con frontone spezzato a volute rigonfie, molto aggettante.
All'interno, l'edificio mantiene intatto il precedente impianto rinascimentale a navata unica, coperta da volta a botte. Alle pareti si aprono tre cappelle per lato entro grandi archi a tutto sesto incorniciati da lesene. Solamente due di queste, al giorno d'oggi, sono dotate di altare.

### Opere
Sull'altare maggiore della chiesa si trovava una Deposizione di Girolamo Savoldo, acquistata nel 1811 dalla famiglia Torri dopo la requisizione e poi venduta al Kaiser Friedrich Museum di Berlino nel 1875, dove andò distrutta da un incendio nel 1945. All'inizio dell'Ottocento era già stata sostituita da una tela di Sante Cattaneo del 1766 con la Visitazione di Maria, poi anch'essa trasferita in una chiesa di Costalunga. Oltre alla tela del Savoldo erano presenti opere di Grazio Cossali, Angelo Paglia e Antonio Gandino, oggi disperse o non più rintracciabili. La chiesa era inoltre decorata da un ciclo di affreschi di Paolo Zoppo raffiguranti episodi della vita di Cristo e di vari santi, scomparsi a causa dei troppi anni di abbandono e incuria. La decorazione della volta, composta da ampie quadrature, cornici e rosette di gusto neo-rinascimentale, è stata realizzata nell'Ottocento.
Nella seconda cappella di sinistra, edificata nel 1513, è conservata l'Adorazione della Croce con i santi Costantino, Elena e Silvestro affresco attribuito a Paolo Caylina il Giovane, recuperato nel 1985 rimuovendo lo strato di intonaco che lo copriva. Sull'altare opposto campeggia una gigantografia dello stendardo delle Ancelle, che raffigura Santa Maria Crocifissa Di Rosa dinanzi al Crocifisso. Di grandi dimensioni è pure il crocifisso ligneo del Seicento collocato sull'altare maggiore, inciso da marmi policromi. Nella sagrestia sono visibili, sulla parete ovest, un altorilievo di marmo con la Natività di Gesù datato 1625 e, sul soffitto, un dipinto con la Gloria di Sant'Elena, del Settecento.
Adiacente al lato ovest della chiesa è situato il coro delle monache, accessibile dal primo piano del monastero, dove si conserva un vasto ciclo di affreschi realizzati da Floriano Ferramola attorno al 1526. Lungo la parete est si trova la Crocifissione, a destra Sant'Agostino tra San Nicola da Tolentino e una Santa agostiniana, forse Santa Monica. A sinistra è dipinto un Compianto sul Cristo morto. Sulla parete ovest campeggia un trittico ricomposto su tela, un tempo conservato nei locali del monastero. Al centro è posta la Pietà con ai lati il Beato Giovanni Bono e un Giovane penitente, nello scomparto di sinistra è l'Incontro di Gesù con la donna Cananea, mentre in quello di destra la Preghiera di Giobbe. Lungo lo zoccolo inferiore della parete est sono posti riquadri ad affresco, datati 1523, con storie di santi e scene della vita di Maria, attribuiti a maestri bresciani del periodo.

### Organo a canne
Sulla cantoria in controfacciata si trova l'organo a canne, costruito da Diego Porro nel 1910 e attualmente in stato di abbandono. Lo strumento, a trasmissione mista (meccanica per il manuale, pneumatica per pedale e registri), è completamente chiuso in cassa espressiva, senza canne di mostra, e dispone di 9 registri; la sua consolle ed ha una tastiera di 58 note ed una pedaliera dritta di 27.